# アカシヤランド
アカシヤランドは、石川県河北郡宇ノ気町（現在のかほく市）大崎にかつて存在したレジャー施設。

## 概要
1964年（昭和39年）牧野麟祥がレジャーセンター・アカシアランドを開設した。東京での旅館経営で得た収益を投入したもので、敷地面積は1万坪。ジャングル風呂や、特急こだま号をミニチュア化したミニ鉄道などがあった。またアカシヤランドから大崎海岸までを結ぶリフトが設置されていた。当時、県内にリフトは獅子吼高原にしかなく、アカシヤランドのリフトは人気を集めた。
開設者の牧野が死去した後、氷見市の旅館が経営を引き継いだものの、1974年（昭和49年）頃に廃業した。跡地は砂の採取場となったあと、住宅地となった。かつてアカシヤランドがあったことを知らない住人も増え、もともと漁村だった大崎の歴史を新住民に伝えるために開かれた座談会では、アカシヤランドも取り上げられた。